# Herman Hansson
Herman Dennis André Hansson, född 5 juni 1994 i Mörrum, är en svensk professionell ishockeyspelare som spelar för HV71 i SHL.

## Klubbar
- Mörrums GoIS (2011–2016)
- Brynäs IF J20 (2013–2014)
- Kristianstads IK (2016–2022)
- HV71 (2022–)